# Aureliano Bolognesi
Aureliano Bolognesi (* 15. November 1930 in Sestri Ponente, Italien; † 30. März 2018) war ein italienischer Leichtgewichtsboxer.

## Laufbahn
Als Amateur sicherte er bei den Olympischen Spielen 1952 in Helsinki durch einen Finalsieg über den Polen Aleksy Antkiewicz die Goldmedaille im Leichtgewicht.
Bolognesis kurze Profikarriere, die von 1954 bis 1956 währte, war arm an Höhepunkten. In seinen 21 Kämpfen stand er acht Mal Gegnern in ihrem ersten Profikampf gegenüber.